# Miao, Shanghai
Miao är en köping i Kina. Den ligger i stadsdistriktet Chongming i storstadsområdet Shanghai, i den östra delen av landet, omkring 55 kilometer norr om den centrala stadskärnan. Antalet invånare är 45 926. Befolkningen består av 24 333 kvinnor och 21 593 män. Barn under 15 år utgör 7,0 %, vuxna 15-64 år 66 %, och äldre över 65 år 26,0 %.